# Ковжижа (річка)
Ковжи́жа, Ковжига — річка в Україні, в межах Котелевського району Полтавської області. Ліва притока Ворскли (басейн Дніпра).

## Опис
Довжина річки 18 км. Долина неглибока, у пониззі зливається з долиною Ворскли. Річище помірно звивисте, часто пересихає. Споруджено кілька ставків.

## Розташування
Ковжижа бере початок на захід від села Зайців. Тече на південний захід і захід. Впадає до Ворскли на південний захід від села Матвіївки.
Над річкою розташовані села: Ковжижа, Милорадове, Глобівка, Матвіївка.